# Poljska urodica
Poljska urodica  (pjegava urodica, lat. Melampyrum arvense)  je jednogodišnja poluparazitska biljka iz porodice volovotkovki (Orobanchaceae). Raste u Europi (uključujući Hrvatsku) i dijelovima Azije (Turska, sjeverni Kavkaz, Kazahstan).
- M. arvense
- M. arvense
- M. arvense

## Sinonimi
- Marinellia arvensis (L.) Bubani
- Melampyrum albicans Porcius
- Melampyrum argyrocomum Fisch. ex Steud.
- Melampyrum arvense f. pseudobarbatum (Schur) B.P.R.Chéron
- Melampyrum arvense var. semleri (Ronniger & Poeverl.) Hartl
- Melampyrum barbatum Schur
- Melampyrum hybridum Wolfner
- Melampyrum pseudobarbatum Schur
- Melampyrum purpurescens Gilib.
- Melampyrum semleri Ronniger & Poeverl.